# Sainte-Agathe-de-Lotbinière
Sainte-Agathe-de-Lotbinière è un comune del Canada, situato nella provincia del Québec, nella regione di Chaudière-Appalaches.